# Eugorna
Eugorna là một chi bướm đêm thuộc họ Noctuidae.